# Sainet

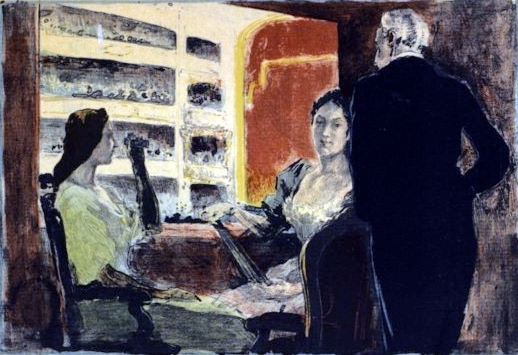
Pendant l'entracte. Obra d'Alexandre Lunois.

El sainet és un gènere dramàtic caracteritzat generalment per l'extensió, al voltant d'un acte de durada, pel to còmic o humorístic i pel fet de reproduir els costums culturals, socials i lingüístics de les capes populars de la societat (camperols, menestrals i obrers, petita burgesia, etc.).
El terme sainet prové de l'espanyol sainete, que es troba documentat des del segle XVII en el teatre espanyol per a denominar un subgènere dramàtic que presenta nombrosos punts de contacte amb els entremesos barrocs, dels que se'n diferenciaria per una major presència de trets costumistes i un menor desenvolupament dels aspectes paròdics i carnavalescos. Al teatre en català, la denominació comença a estendre's a les darreries del segle xviii, tot i que en molts indrets i durant molt de temps haurà de competir amb d'altres, com ara la d'entremès. Durant els segles xix i xx el terme compartirà presència amb d'altres, com joguet, peça exiqueta, etc., sense que aquesta diversitat terminològica impliqui forçosament diferències estructurals o temàtiques.

## Història
Els orígens del sainet en el nostre teatre cal situar-los en el darrer quart del segle xviii i caldria buscar-los tant en la història teatral autòctona, com en la influència del teatre espanyol contemporani. En el primer cas, s'han buscat les arrels dels nostres sainets en les diferents modalitats de teatre burlesc ben presents a Mallorca o al Principat. Al País Valencià, en els col·loquis. Els entremesos provenen de les farses i són peces còmiques breus, on es presenten personatges paradigmàtics del teatre universal. Aquestes obres s'intercalen en els inicis, entreactes o cloendes de les grans representacions, que són sempre en llengua castellana. L'entremès burlesc en llengua catalana viu un moment d'eclosió durant els segles XVIII i xix. Aquest gènere còmic és d'origen medieval i està emparentat amb les farses europees. Des dels seus inicis, es va transmetre oralment en l'àmbit popular, però a partir del 1700 es comença a plasmar per escrit. Els sainets es caracteritzen pel mateix to i el mateix tipus de personatges que l'entremès, però són obres més llargues que funcionen per si soles.
Pel que fa a la influència del teatre espanyol contemporani, destaca la repercussió que va tenir al nostre teatre la producció sainetística de Ramón de la Cruz, les obres del qual van gaudir de gran èxit entre els espectadors i van inspirar la producció dels primers autors catalans de sainets, que van emprar la fórmula dramàtica del madrileny i la van adaptar als diferents contextos socioculturals dels territoris de parla catalana. Hom pot afirmar, doncs, que els models teatrals dels sainets de Ramón de la Cruz es troben ben presents en la sainetística en català de començaments del XIX.
Des dels seus orígens mateixos, hom pot distingir diversos tipus de sainet en funció de l'estructura i de la temàtica. Trobem, en efecte, els de caràcter més costumista, que reflecteixen tipus, tradicions, costums, etc. (cas, per exemple, dels de Francesc Renart o Eduard Escalante), adés siga amb una voluntat crítica, adés simplement descriptiva. D'altres optaran per la paròdia de costums o, fins i tot, per la paròdia teatral o literària, com és el cas d'algunes peces de Josep Bernat i Baldoví (p. ex. L'agüelo pollastre); en el cas de les paròdies literàries, serà el romanticisme en totes les seues manifestacions un dels objectius predilectes (p. ex. El Cantador, de Frederic Soler). No hi manquen tampoc sainets amb una clara intencionalitat política, com els escrits per Josep Robrenyo, d'exaltació liberal, o algunes de les obres de Frederic Soler a propòsit de la guerra d'Àfrica.
Estructuralment, trobem des de sainets que se situen a prop de la comèdia —que desenvolupen una trama que neix d'un conflicte amorós (generalment una parella d'enamorats joves que han de véncer l'oposició paterna)— fins a sainets que es construeixen a partir de la juxtaposició de quadres d'escenes costumistes lligades amb un fil argumental sovint feble. Aquesta estructura es troba també en la base de les revistes (amb música o sense) de les darreries del segle, bastants de les quals presenten trets propis del sainet.
Segons avança el segle xix, el gènere presenta una evolució diferenciada als diferents territoris de parla catalana: mentre que al Principat autors com Frederic Soler impulsaran el pas del sainet a la comèdia i al drama, al País Valencià el sainet no podrà fer-ho malgrat els esforços d'alguns dramaturgs com Joaquim Balader o Francesc Palanca i Roca, i restarà com a paradigma del teatre valencià (val a dir: l'escrit en valencià). Això significa que mentre que al Principat el sainet es manté com un gènere menys prestigiós i de menys qualitat —amb excepcions, això sí, tan notables com les obres d'Emili Vilanova o Juli Vallmitjana—, al País Valencià serà pràcticament l'únic gènere dramàtic conreat en català, fins al punt que moltes obres hauran d'acollir-se a aquesta denominació genèrica per a poder ser acceptats pel públic, malgrat que el que els dramaturgs escriguen siguen comèdies sentimentals, joguets còmics o, fins i tot, drames més o menys melodramàtics. Malgrat la decadència del gènere d'ençà de la segona meitat del segle xx, són encara molts els recursos propis del sainet els que podem trobar en el teatre valencià actual.
En el cas de les Illes, la perduració de les formes pròpies dels entremesos tradicionals conferirà al teatre breu uns trets específics que aniran diluint-se en el trànsit del segle xix al XX, tot i que alguns d'aquests trets sobreviuran en forma de comèdies de costums, com pot apreciar-se a les obres de Bartomeu Ferrà.

## Sainet valencià
Hereu dels col·loquiers del segle xviii —l'anomenada literatura de canya i cordill— el sainet al País Valencià, dins la restringida oferta teatral de l'època, va ser un dels gèneres que va gaudir més popularitat durant la segona meitat del segle xix.
La peça Més s'aprecien els diners que la sang i el parentesc, escrita el 1817 per Vicent Manuel Branchat i Alfonso, és considerada el primer exemple del seu tipus i va ser utilitzada com a model per autors posteriors.
El sainet pretén ser un reflex de la vida social valenciana. Un dels seus trets recurrents és que els personatges de les classes baixes parlen valencià, mentre que els forasters, els membres de la burgesia o tot aquell qui té una voluntat de desclassament o d'aparençar més riquesa i educació, parlen un castellà farcit de valencianismes i d'incorreccions. Generalment, la crítica lleu que es fa d'aquesta coentor o presumpció és merament moral, no sociolingüística.
Entre els sainetistes valencians més destacats es troben Eduard Escalante, considerat el mestre del gènere i inspirador de gairebé tota la producció que el va succeir; Josep Bernat i Baldoví, autor de l'obra El virgo de la Visanteta, que va estabilitzar la forma del subgènere; així com Francesc Palanca i Roca, Francesc Barchino, Peris Celda i Paco Hernández.